# هرم منکورع

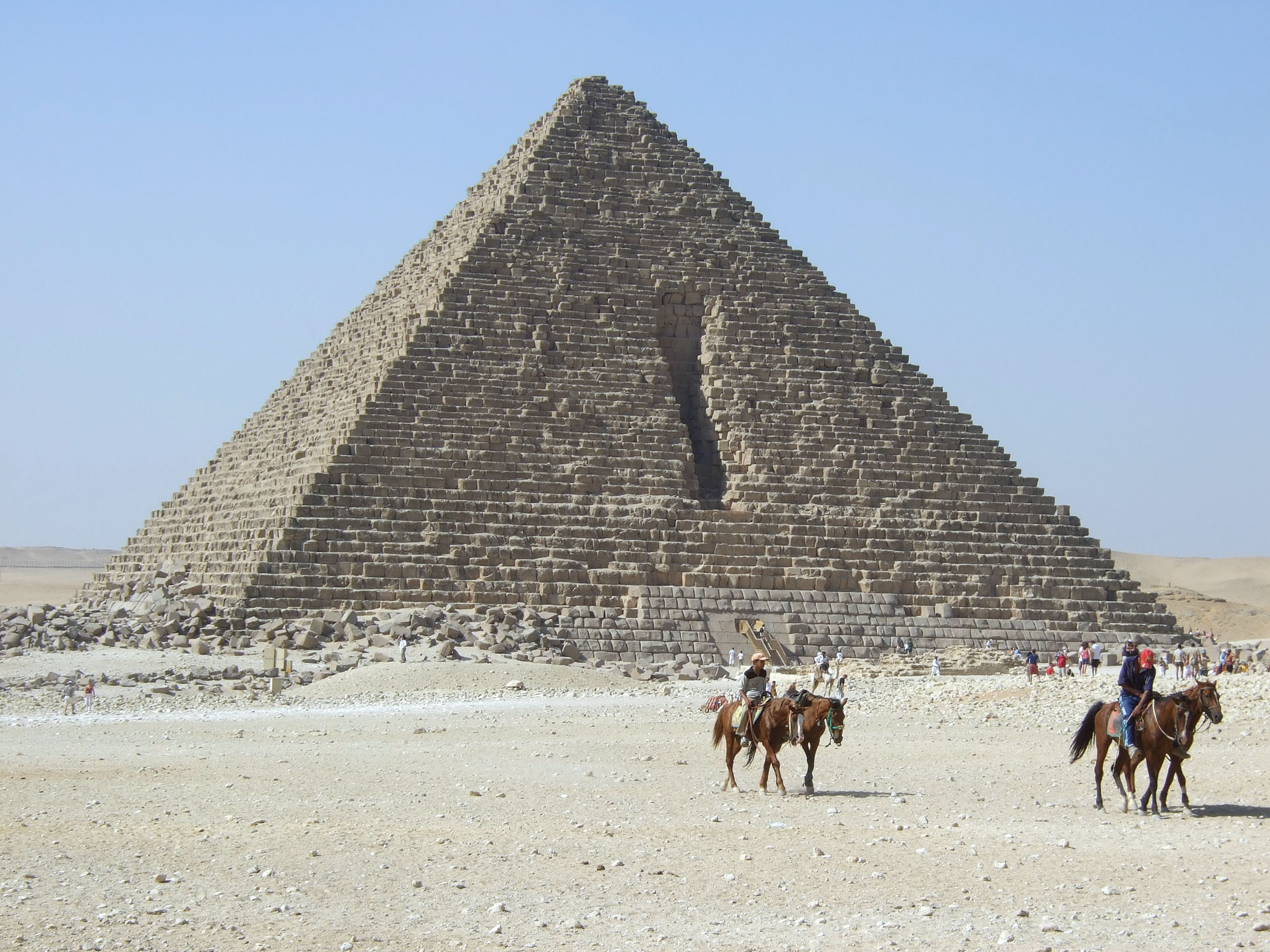
تصویری از نمای شمالی هرم منقرع (خسارتی که سلطان العزیز عثمان به این هرم وارد کرد به وضوح قابل مشاهده است).

هرم منکورع یا هِرَم مَنقُرَع کوچک‌ترین هرم از مجموعهٔ سه‌گانهٔ اهرام جیزه است که در فلات الجیزه و در حومه جنوب غربی قاهره، مصر واقع‌شده‌است. قدمت هرم منکورع به دودمان چهارم مصر می‌رسد. که به عنوان آرامگاهی برای منکورع، فرعون مصر باستان ساخته شده‌است.
هوارد وایس در سال ۱۸۳۷ و در هشتی بالایی هرم، بقایای یک تابوت انسان‌نمای چوبی به همراه بازماندهٔ استخوان‌های انسانی را کشف کرد که بر روی آن نام منکورع نوشته شده بود. تاریخ‌گذاری رادیوکربن روی استخوان‌ها نشانگر آن بود که قدمت آنها کمتر از ۲۰۰۰ سال است و همین موضوع، حاکی از وقوع دو فرضیهٔ محتمل بود، فرضیه اول آن بود که این استخوان‌ها احتمالاً بازماندهٔ استخوان‌های سایت دیگری است که به اینجا منتقل شده‌است (چیزی که معمول بوده‌است) و فرضیه دوم اینکه، احتمالاً در دوران روم باستان و در زمان تسلط برخی از امپراتوران رومی بر مصر، دسترسی به این مکان صورت پذیرفته‌است. درپوش تابوت انسان‌نمایی که در بالا ذکر شد نیز، با موفقیت به انگلستان منتقل شد و ممکن است که امروزه در موزه بریتانیا قابل مشاهده برای عموم باشد.
ارتفاع این هرم ۱۳۶ متر می باشد.

## تخریب هرم
سلطان العزیز عثمان از سلاطین ایوبی و دومین فرزند صلاح الدین ایوبی، در زمان فرمانروایی‌اش بر مصر دستور به تخریب اهرام جیزه داد که این کار ابتدا با هرم منکورع آغاز شد. اما بعد از هشت ماه تلاش کارگران و سنگینی بسیار زیاد سنگ‌های به کار رفته در ساخت هرم باعث شد کار تخریب بیش از حد انتظار کند انجام شود و با امکانات آن زمان تقریباً غیرممکن باشد. سرانجام سلطان از این کار منصرف شد اما همان خسارت اندک در نمای شمالی هرم باقی ماند و قابل مشاهده است.